# Opium War
Opium War è un film drammatico del 2008 diretto da Siddiq Barmak.
Il film ha rappresentato l'Afghanistan agli Oscar 2009 come miglior film straniero, ma non ha vinto.

## Trama
In un luogo lontano sulle montagne dopo il regime talebano in Afghanistan, due soldati americani - un ufficiale bianco ed un soldato afroamericano - sono precipitati con il loro elicottero e si sono smarriti. Il soldato aspetta un'occasione per scappare dall'ufficiale ma quest'ultimo, ferito, puntandogli una pistola contro, lo costringe a rimanere e trasportarlo. I due si odiano, ma sono costretti a restare uniti poiché hanno bisogno l'uno dell'altro per sopravvivere in una terra ostile.
Quando attraversano il campo di papaveri, i due incidono gli ovari di tali fiori e inghiottono l'oppio presente in essi, alleviando così il dolore delle ferite, la fatica e la paura della guerra. Subito dopo scorgono nel campo di papaveri un mezzo blindato con una bandiera bianca: un simbolo dei talebani. Praticamente disarmati, attaccano il mezzo. Ma quello che trovano nel blindato non sono talebani, bensì una famiglia afgana.

## Produzione
Come in molte altre sue produzioni, attraverso Opium War il regista Siddiq Barmak ha voluto denunciare il liberticida e discriminatorio regime talebano afghano dell'epoca, nonché in generale l'ipocrisia della società afghana, in questo caso nei confronti dell'oppio poiché, impedendone la coltivazione lecita, non ha fatto altro che incrementarne il commercio illegale e privare gli ospedali dell'uso di tale sostanza in ambito sanitario.

### Sviluppo
Per realizzare il proprio film e dargli un'ambientazione il più possibile realistica di un campo di papaveri da oppio, il regista Siddiq Barmak ha dovuto chiedere il permesso dal governo afghano per piantare il raccolto, poiché la coltivazione di papaveri da oppio in Afghanistan è stata dichiarata illegale dal 2002.
I produttori hanno dovuto affrontare non poche sfide, per quanto riguarda la crescita di papaveri, prima che le riprese fossero completate. In particolare, le squadre afghane di eradicazione dei papaveri hanno tentato di distruggere il set cinematografico ben due volte, e la mancanza di pioggia ha costretto Barmak a perforare un pozzo per l'irrigazione, e a portare autocisterne d'acqua da una distanza di 30 km.

### Riprese
Le riprese del film si sono svolte a partire dal 30 aprile 2007 in diverse zone rurali dell'Afghanistan.

## Distribuzione
Il film è stato presentato in anteprima mondiale in concorso al Festival del Cinema di Roma, nell'ottobre del 2008. È stato poi presentato anche in altri festival cinematografici in tutto il mondo. Il film è stato poi distribuito nelle sale cinematografiche italiane durante il mese di ottobre del 2008, mentre negli Stati Uniti a partire dall'11 febbraio 2009 e nel resto del mondo nel corso dell'anno 2009.

## Accoglienza

### Critica
Il film è stato accolto positivamente dalla critica cinematografica similmente al precedente Osama (2003).
Il giornale italiano Corriere della Sera ha recensito il film con tali parole: "Assurdità d'un mondo senza regole, dove i tank diventano case e l'ONU vuole imporre la sua ipocrita democrazia."
La giornalista Marianna Coppi ha scritto: "Dal regista che per primo ha sfidato l'ostilità talebana per la diffusione delle immagini con il successo internazionale di Osama, arrivano con Opium War altre bellissime immagini d'inaudita tragedia, e l'ossimoro è obbligato, consustanziale."

## Riconoscimenti
- 2009 - Premio Oscar
  - Candidatura per il miglior film straniero a Siddiq Barmak
- 2008 - Festa del Cinema di Roma
  - Marc'Aurelio d'oro per il miglior film a Siddiq Barmak[12][13]